# Esomeprazole
Esomeprazole, được bán dưới tên thương hiệu Nexium trong số những người khác,  là một loại thuốc làm giảm axit dạ dày. Nó được sử dụng để điều trị bệnh trào ngược dạ dày thực quản, bệnh loét dạ dày và hội chứng Zollinger–Ellison. Hiệu quả tương tự như các thuốc ức chế bơm proton khác (PPIs). Nó được uống bằng miệng hoặc tiêm tĩnh mạch.
Các tác dụng phụ thường gặp bao gồm đau đầu, táo bón, khô miệng và đau bụng. Tác dụng phụ nghiêm trọng có thể bao gồm phù mạch, nhiễm trùng Clostridium difficile và viêm phổi. Sử dụng trong thai kỳ dường như là an toàn trong khi an toàn trong khi cho con bú là không rõ ràng. Esomeprazole là (S) - (-) - đồng phân của omeprazole. Nó hoạt động bằng cách ngăn chặn H <sup id="mwGA">+</sup> / K <sup id="mwGQ">+</sup> -ATPase trong các tế bào thành phần của dạ dày.
Nó được cấp bằng sáng chế vào năm 1993 và được chấp thuận cho sử dụng y tế vào năm 2000. Nó có sẵn như là một loại thuốc chung chung và được bán ngay tại quầy ở một số quốc gia. Một tháng cung cấp ở Vương quốc Anh tiêu tốn của NHS khoảng 3 bảng mỗi tháng kể từ năm 2019. Tại Hoa Kỳ, chi phí bán buôn của số thuốc này là khoảng 10 USD. Năm 2016, đây là loại thuốc được kê đơn nhiều thứ 69 tại Hoa Kỳ với hơn 11 triệu đơn thuốc.

## Sử dụng y tế
Việc sử dụng chính của esomeprazole là trào ngược dạ dày bệnh, điều trị và duy trì viêm thực quản không bào mòn, điều trị loét tá tràng do H. pylori, phòng chống viêm loét dạ dày ở những người trên mạn tính NSAID trị, và điều trị viêm loét dạ dày-ruột liên quan đến bệnh Crohn.

### Bệnh trào ngược dạ dày thực quản
Bệnh trào ngược dạ dày thực quản (GERD) là tình trạng axit tiêu hóa trong dạ dày tiếp xúc với thực quản. Sự kích thích gây ra bởi rối loạn này được gọi là chứng ợ nóng. Tiếp xúc lâu dài giữa axit dạ dày và thực quản có thể gây tổn thương vĩnh viễn cho thực quản. Esomeprazole làm giảm việc sản xuất axit tiêu hóa, do đó giảm thiểu tác động của axit vào thực quản.

### Loét tá tràng
Esomeprazole được kết hợp với kháng sinh clarithromycin và amoxicillin (hoặc metronidazole thay vì amoxicillin ở bệnh nhân quá mẫn với penicillin) trong liệu pháp ba loại trừ 10 ngày đối với Helicobacter pylori. Nhiễm trùng do H. pylori là một yếu tố gây bệnh trong phần lớn các loét dạ dày và tá tràng.